# استفان فرارا
استفان فرارا (فرانسوی: Stéphane Ferrara‎؛ زادهٔ ۲۵ دسامبر ۱۹۵۶) بازیگر و بوکسور اهل فرانسه است.
از فیلم‌ها یا برنامه‌های تلویزیونی که وی در آن نقش داشته‌است، می‌توان به از روی درماندگی، جولیا، اسکندر، و هم‌اکنون … خانم‌ها و آقایان، پاپریکا، حرف یک پلیس، کارآگاه و بینوایان اشاره کرد.